# Lac Achepabanca
Lac Achepabanca är en sjö i Kanada.   Den ligger i regionen Abitibi-Témiscamingue och provinsen Québec, i den sydöstra delen av landet, 400 km norr om huvudstaden Ottawa. Lac Achepabanca ligger 391 meter över havet.
I omgivningarna runt Lac Achepabanca växer i huvudsak blandskog. Trakten runt Lac Achepabanca är nära nog obefolkad, med mindre än två invånare per kvadratkilometer.